# 소피의 세계 (2022년 영화)
《소피의 세계》는 2022년에 개봉한 대한민국의 영화이다.

## 캐스팅
- 김새벽 : 수영 역
- 곽민규 : 종구 역
- 아나 루지에로 : 소피 역
- 김우겸 : 주호 역
- 문혜인 : 조 역